# Česká Kanada

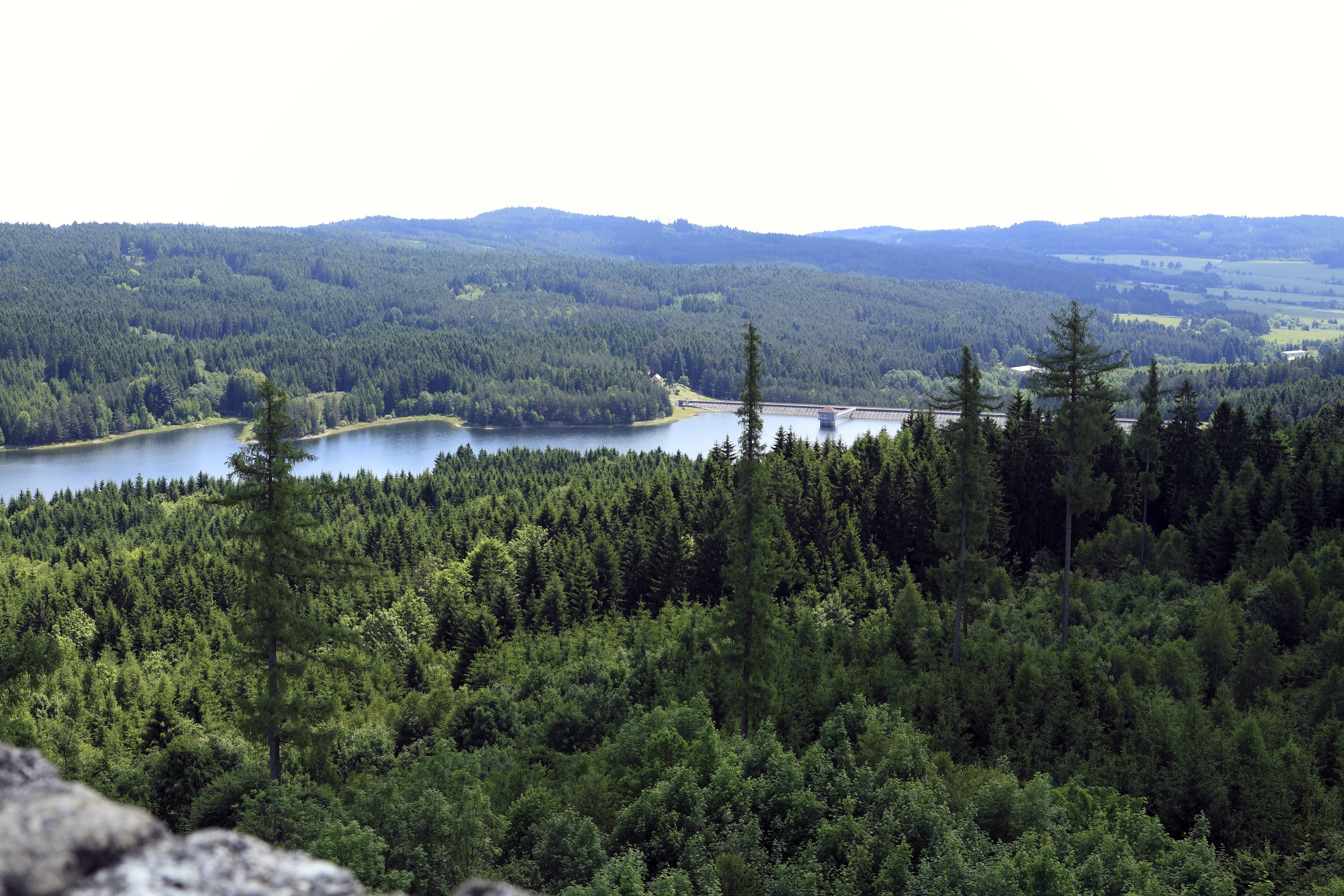
Pohled z hradu na vodní nádrž Landštejn a okolní lesy

Česká Kanada je krajinná oblast a turistická destinace, která se rozkládá na pomezí jižních Čech a západní Moravy při jejich trojmezí s Dolními Rakousy, zhruba mezi Slavonicemi, Novou Bystřicí a Kunžakem. Administrativně leží celá v okrese Jindřichův Hradec ve východním výběžku Jihočeského kraje, z fyzickogeografického hlediska je částí Javořické vrchoviny. Roku 1994 byl na jejím území vyhlášen Přírodní park Česká Kanada (283 km²), na nějž přímo navazují další přírodní parky Homolka-Vojířov (na západě) a Javořická vrchovina (na severovýchodě).
Symbolem a dominantou oblasti je rozsáhlá zřícenina hradu Landštejn. Popularitě se těší také renesanční historické centrum města Slavonice a přilehlé muzeum československého opevnění, ruiny zaniklé středověké vesnice Pfaffenschlag, keramikou proslulá osada Maříž, skaliska a balvany v lesích okolo Valtínova, úzkokolejná dráha do Nové Bystřice, pomník fiktivního českého génia Járy Cimrmana u vsi Kaproun a další místní přírodní a historické zajímavosti.

## Geografie
Oblast se nachází na jihozápadním okraji Českomoravské vrchoviny a do velké míry se kryje s Javořickou vrchovinou (ovšem bez samotné Javořice). Nachází se převážně v nadmořské výšce 500–700 metrů, řadou vrcholů tuto výšku přesahuje – nejvýše Vysoký kámen (732 m) poblíž Kaprouna, dále Kunějovský vrch (724), Studnice (722), Větrov (713) a další. Poblíž česko-moravsko-rakouského trojmezí se nachází vrch Čihadlo (700 m).
Hydrologicky leží oblast na hlavním evropském rozvodí mezi úmořím Severního (povodí Labe) a Černého moře (Dunaj), pramení zde řada potoků, které se roztékají do všech světových stran. Západní část odvodňuje Koštěnický potok, střední část převážně Dračice, nejjižnější okraj Romavský potok, sever spadá do povodí Hamerského potoka (přítok Nežárky), vše na povodí Lužnice. Z východní části sbírá vody Bolíkovský potok (do Moravské Dyje) a z jihovýchodu Slavonický potok a Pstruhovec (do Rakouské Dyje).
V oblasti se nachází množství malých i větších vodních ploch, mezi největší patří rybníky Osika, Walden, Dolní Panský rybník nebo vodní nádrž Landštejn. Na severozápadním okraji se prostírá velký Kačležský rybník.

## Historie

### Pozadí vzniku
Autorem označení Česká Kanada se stal v druhé polovině 20. let 20. století jindřichohradecký rodák Jaroslav Arnošt Trpák, pražský novinář, esejista, propagátor aktivního života v přírodě a velký jindřichohradecký patriot. Inspirovala ho jeho předešlá cesta po Severní Americe, během níž si uvědomil, že k nastartování turistického ruchu v jeho krásném rodném kraji je nezbytná promyšlená propagace. Po návratu do Československa viděl narůstající zájem o cestování do zahraničí a tyto postřehy ho vedly k vytvoření exoticky znějícího názvu, kterým chtěl zviditelnit svůj rodný kraj. Vznikla Česká Kanada, byť zpočátku se tohoto propagačního termínu užívalo převážně k označení celého Jindřichohradecka. Trpák pro svůj projekt nezbytnosti propagace získal i některé představitele jihočeské obecní správy a inicioval i některé další související reklamní aktivity.

### Původní vymezení
Česká Kanada, jak ji ve třicátých letech vnímal J. A. Trpák, zabírala prakticky celé Jindřichohradecko a město Jindřichův Hradec bylo v jakémsi pomyslném centru. Trpákova vysněná Česká Kanada opisovala velkou symbolickou kružnici okolo Jindřichova Hradce. Její hypotetickou součástí se tak někdy stávaly i Počátky, Nová Včelnice, Deštná, zámek Červená Lhota, Stráž nad Nežárkou, nebo dokonce Třeboň. Základ pomyslného Trpákova regionu však tvořily rybníky okolo Jindřichova Hradce a Kunžaku, a také lesy v okolí Nové Bystřice a hradu Landštejna. Později se však Trpák vůči bezmyšlenkovitému rozšiřování České Kanady na další a další lokality ohrazoval.
Rozlehlou romantickou krajinu rybníků a lesů popsal J. A. Trpák v roce 1928 takto:
„Přehlížíte nejromantičtější koutek české země, vlní se terén do kopců a tmaví se lesními porosty, díváte se na nesčetné hladiny nejen velkých rybníků, ale hotových jezer orámovaných hustými lesy. A kamkoliv pohlédnete, všude se lesknou rybníky, široké potoky, točí se řeky, lesnaté kopce řadí se za sebou v nekonečných řadách.“
Ačkoli je někdy za okamžik zrodu České Kanady uváděn rok 1925, první doložitelné použití názvu je datováno až tímto článkem z roku 1928.
Díky spolupráci místních komunálních politiků, podnikatelů v oblasti rekreace i různých nezištných turistických aktivistů se pojem Česká Kanada během třicátých let mezi rekreanty a turisty rychle vžil. Aktivně byl k propagaci regionu používán i ještě bezprostředně po válce, kdy odsud byli vysídleni Němci a vznikla poptávka po nových obyvatelích.

### Pozdější vymezení
Po roce 1948 označení Česká Kanada zmizelo z veřejného užívání, neboť komunistický režim neměl zájem propagovat lokality oslavující Západ, a už vůbec ne turistický ruch v pohraničí podél Železné opony. Potlačení zájmu o tuto oblast ovšem na druhé straně velmi pomohlo zachovat její relativně nedotčený ráz.
Název však stále přežíval mezi trampy a vodáky, kteří lokalitu ve svém vnímání postupně zúžili na odlehlé pohraniční lesy mezi Jindřichovým Hradcem a Slavonicemi. Na konci 80. let tak byla Česká Kanada těmito komunitami nejčastěji chápána jako liduprázdná oblast lesů a rybníků mezi Českým Rudolcem, Slavonicemi, Novou Bystřicí a Kunžakem. Přírodní park Česká Kanada, který byl roku 1994 vyhlášen tehdejším okresním úřadem v Jindřichově Hradci, respektive nařízením Jihočeského kraje č. 1/2004 ze dne 6. dubna 2004, tak zahrnuje jen zlomek původní Trpákovy České Kanady, nicméně jde právě o její nejryzejší část, která atmosféru severoamerické Kanady nejvíce připomíná – nízkým zalidněním, množstvím lesů, vodních ploch a relativně chladným a sychravým podnebím.
Oficiální česká regionalizace agentury CzechTourism chápe Českou Kanadu jako součást turistického regionu a (totožné) turistické oblasti Jižní Čechy. V jejím rámci vymezená oblast destinačního managementu „Česká Kanada“ zahrnuje celou východní polovinu okresu Jindřichův Hradec (tj. celý východní výběžek Jihočeského kraje), tedy např. i města Jindřichův Hradec, Dačice, Deštná, Nová Včelnice. Je tak bližší původnímu pojetí J. A. Trpáka, z krajinného hlediska je ovšem méně vyhraněná.

## Přírodní park
Přírodní park se prostírá na území těchto obcí, vesnic a osad (zcela nebo zčásti):

##### Čechy
- Číměř
  - Bílá, Dobrá Voda, Lhota, Potočná, Sedlo
- Člunek
  - Kunějov, Lomy
- Horní Pěna
- Kačlehy
- Kunžak
  - Kaproun, Mosty, Suchdol, Terezín, Valtínov (historicky Morava), Zvůle
- Nová Bystřice
  - Albeř, Artolec, Blato, Hůrky, Klášter, Klenová, Ovčárna, Senotín, Skalka
- Staré Město pod Landštejnem
  - Dobrotín, Landštejn, Návary, Podlesí, Pomezí, Veclov, Vitíněves

##### Morava
- Český Rudolec
  - Horní Radíkov, Lipnice, Matějovec, Markvarec, Nová Ves, Nový Svět, Radíkov, Rožnov, Stoječín
- Heřmaneč
- Olšany (Studená)
- Slavonice
  - Kadolec, Maříž, Stálkov, Vlastkovec

## Doprava
Česká Kanada leží stranou hlavních dopravních tahů, poměrně blízko oblasti procházejí silnice I/23 a silnice I/34, které se křižují v Jindřichově Hradci. Územím procházejí úseky silnic II. třídy č. 151 a 152, po okrajích pak ještě II/128, II/164 a II/409.
Ze železnic tudy vede zejména slepá úzkorozchodná trať Jindřichův Hradec – Nová Bystřice, na níž funguje sezónní turistický provoz společností Jindřichohradecké místní dráhy. Východní část území je dostupná z (rovněž slepé) tratě č. 227 (od Jihlavy přes Dačice do Slavonic).
Samotná oblast je protkána sítí pěších turistických stezek i cyklotras (ty jsou propojené se sítí v Rakousku). Páteřními stezkami jsou červená značka Slavonice – Landštejn – Kaproun – Kunžak (dále do Jindř. Hradce) a modrá značka Nová Bystřice – Klášter – Landštejn – Český Rudolec.

## Galerie

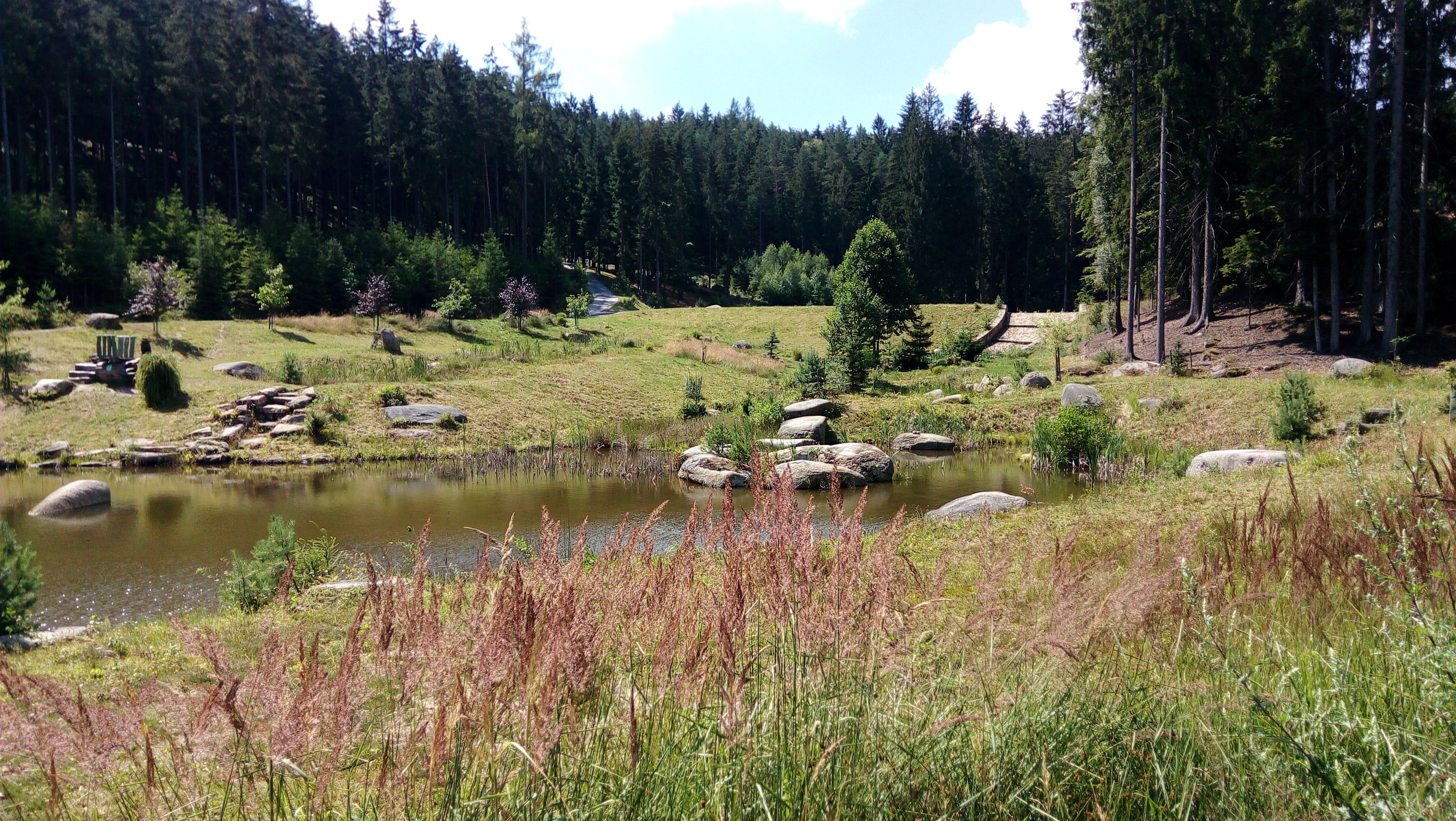
Rybníčky u Valtínova
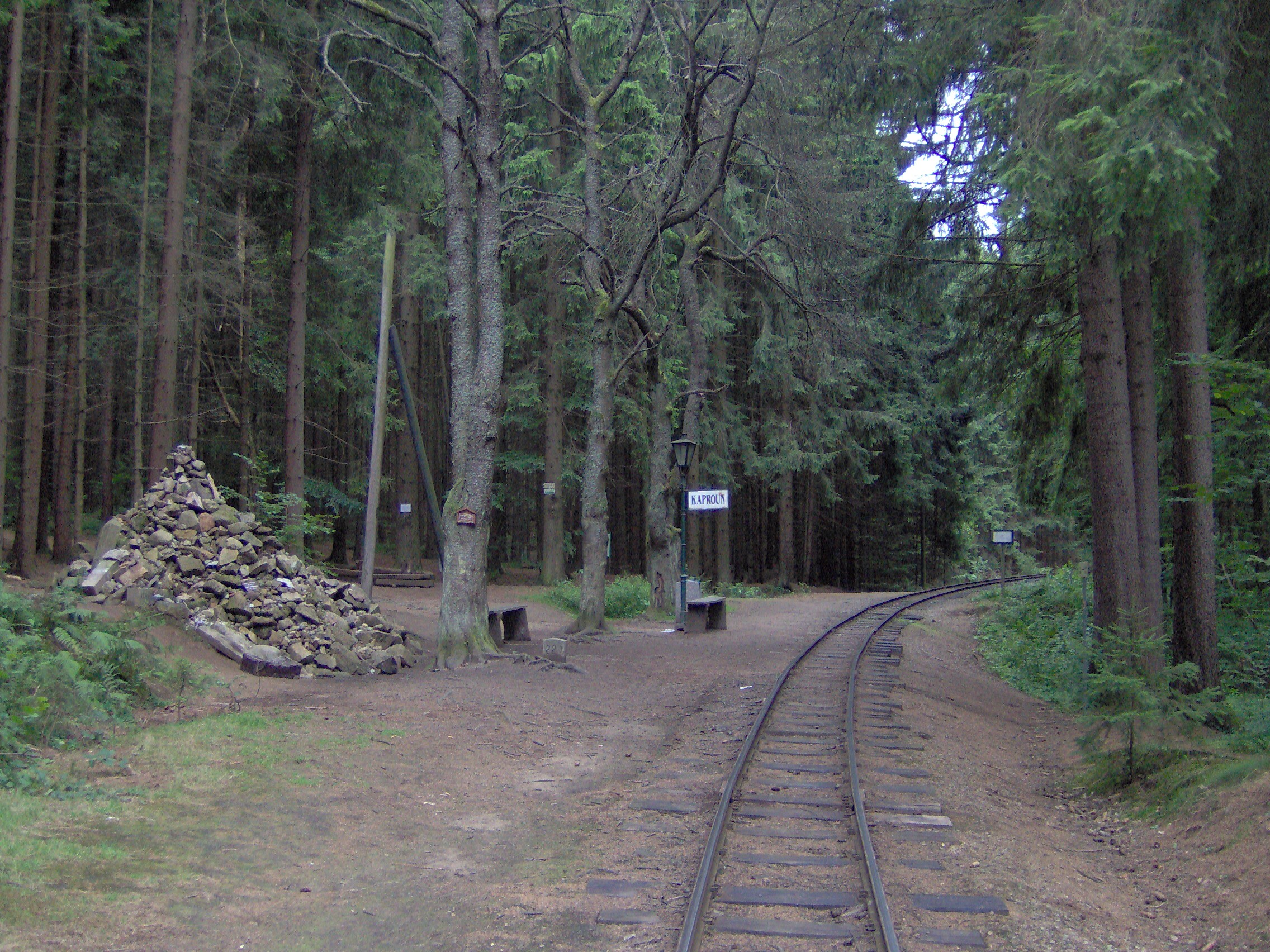
Úzkokolejka u Kaprouna
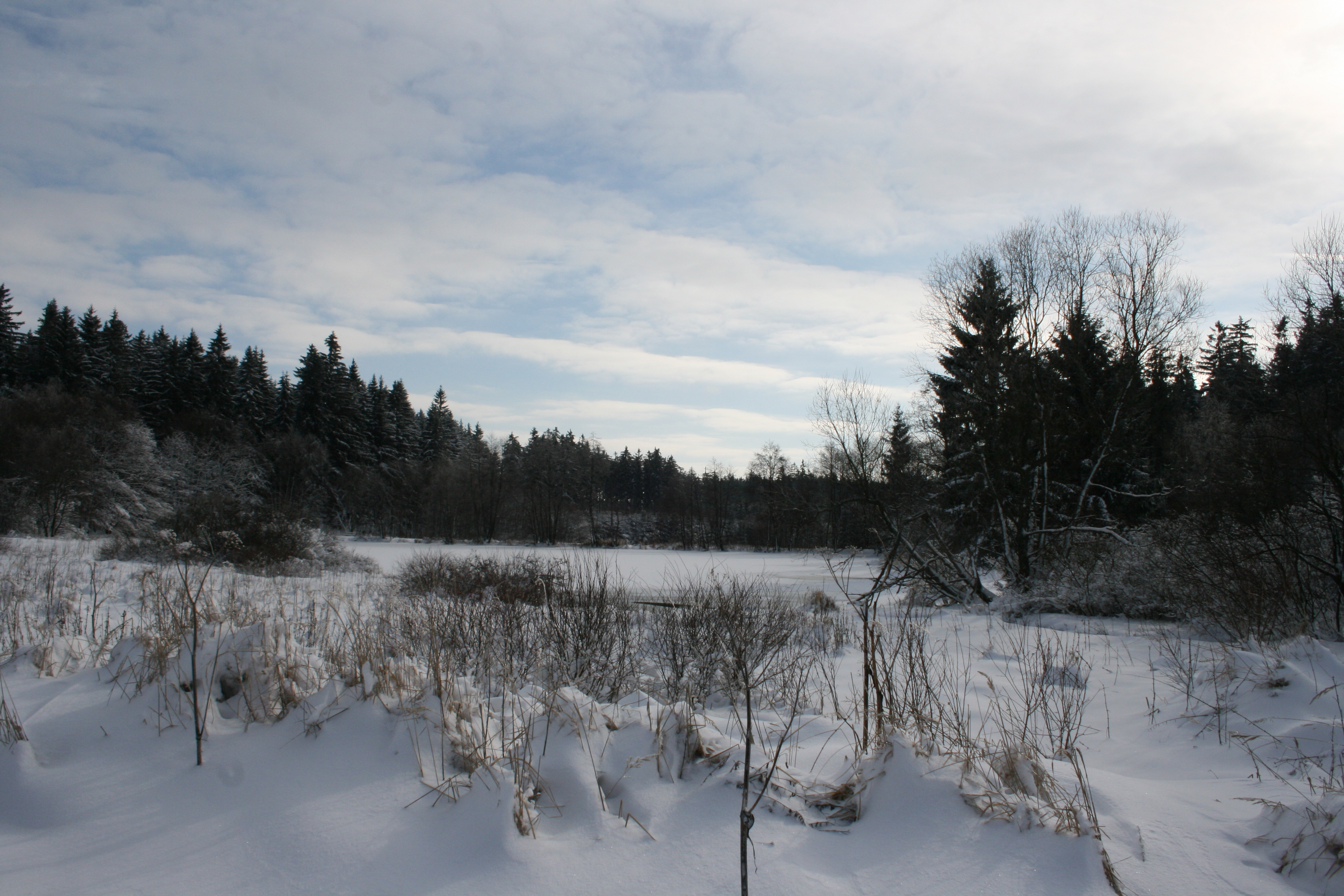
NPP Kaproun v zimě
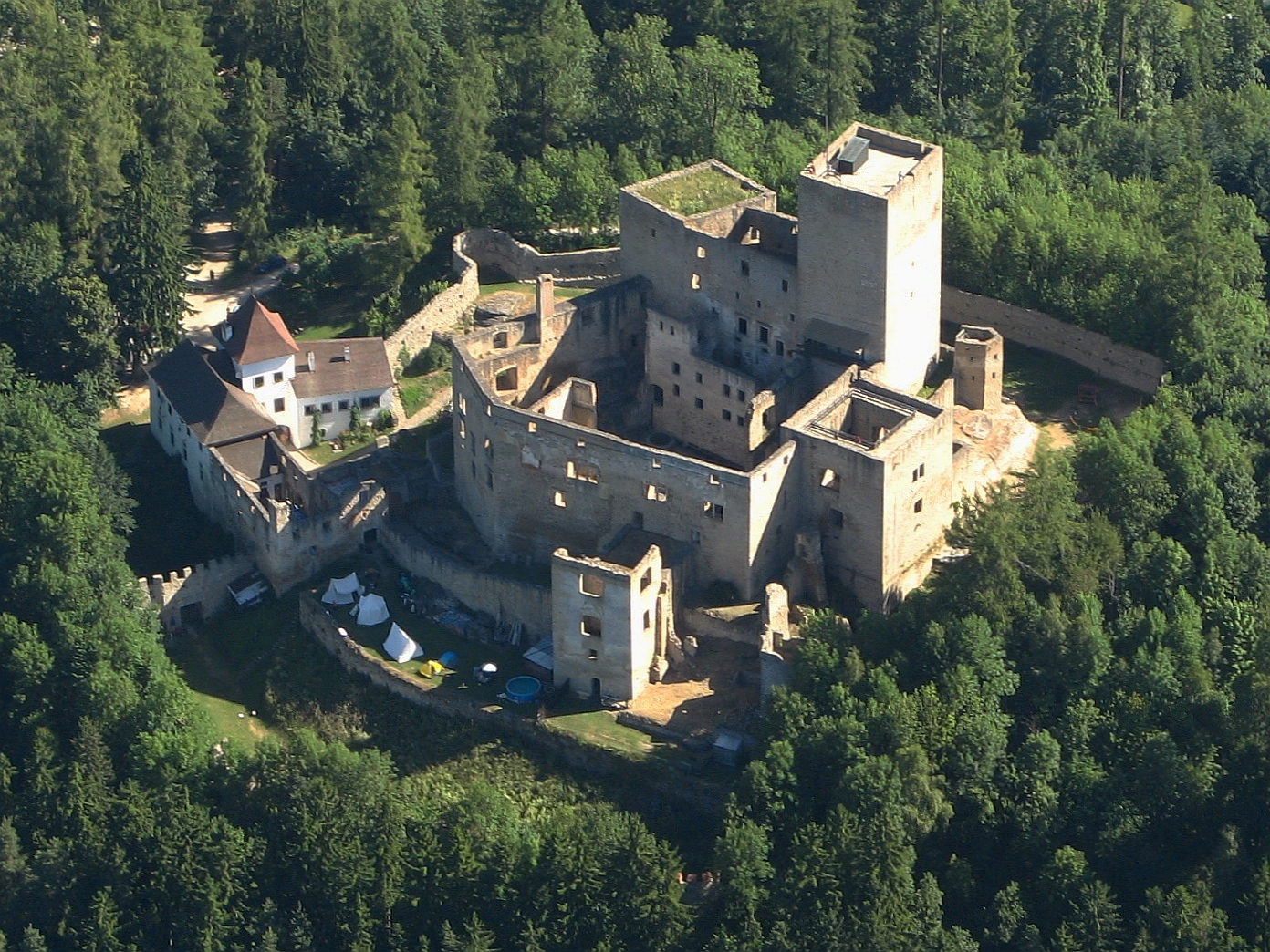
Hrad Landštejn
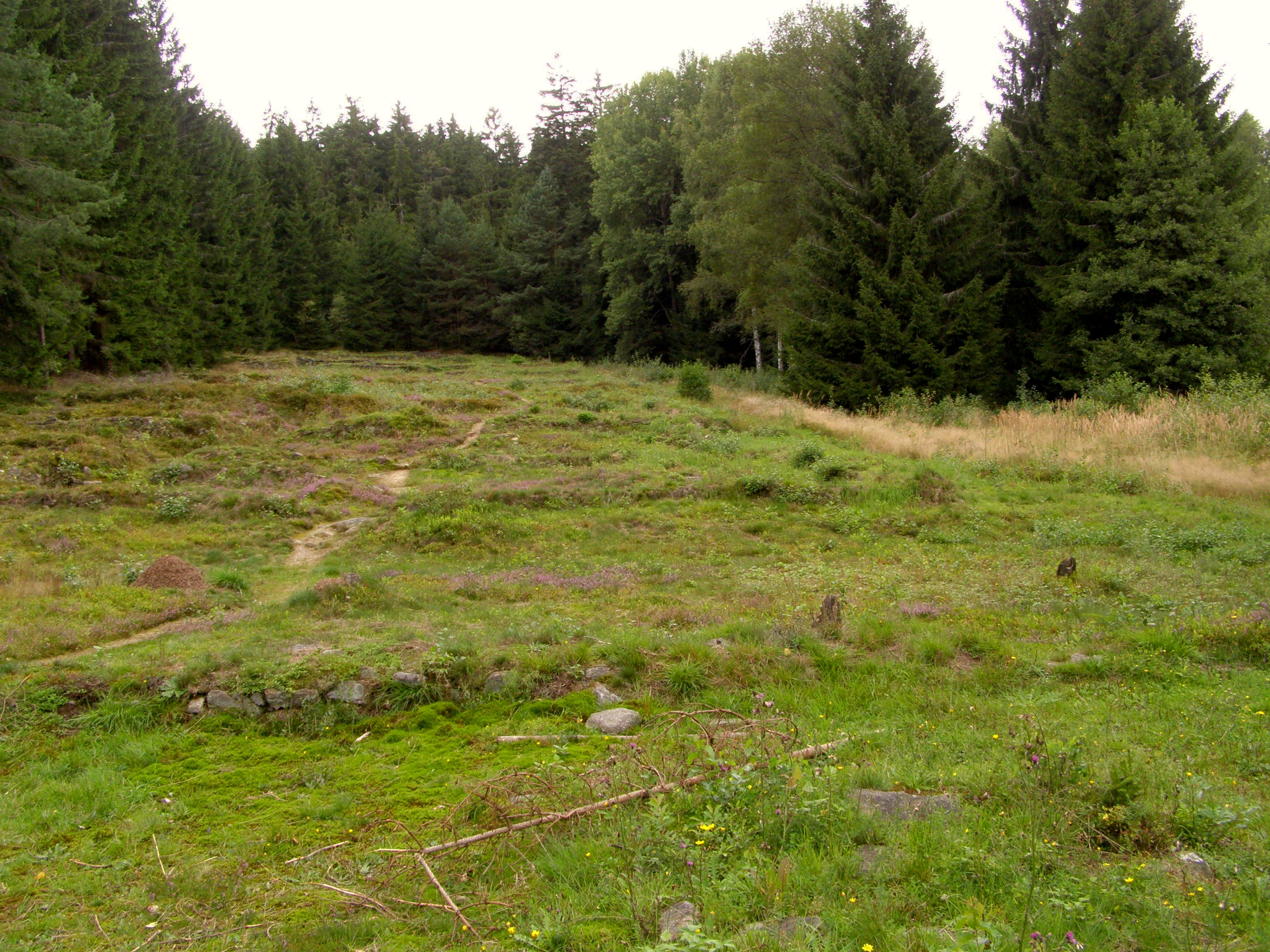
Archeologické naleziště Pfaffenschlag
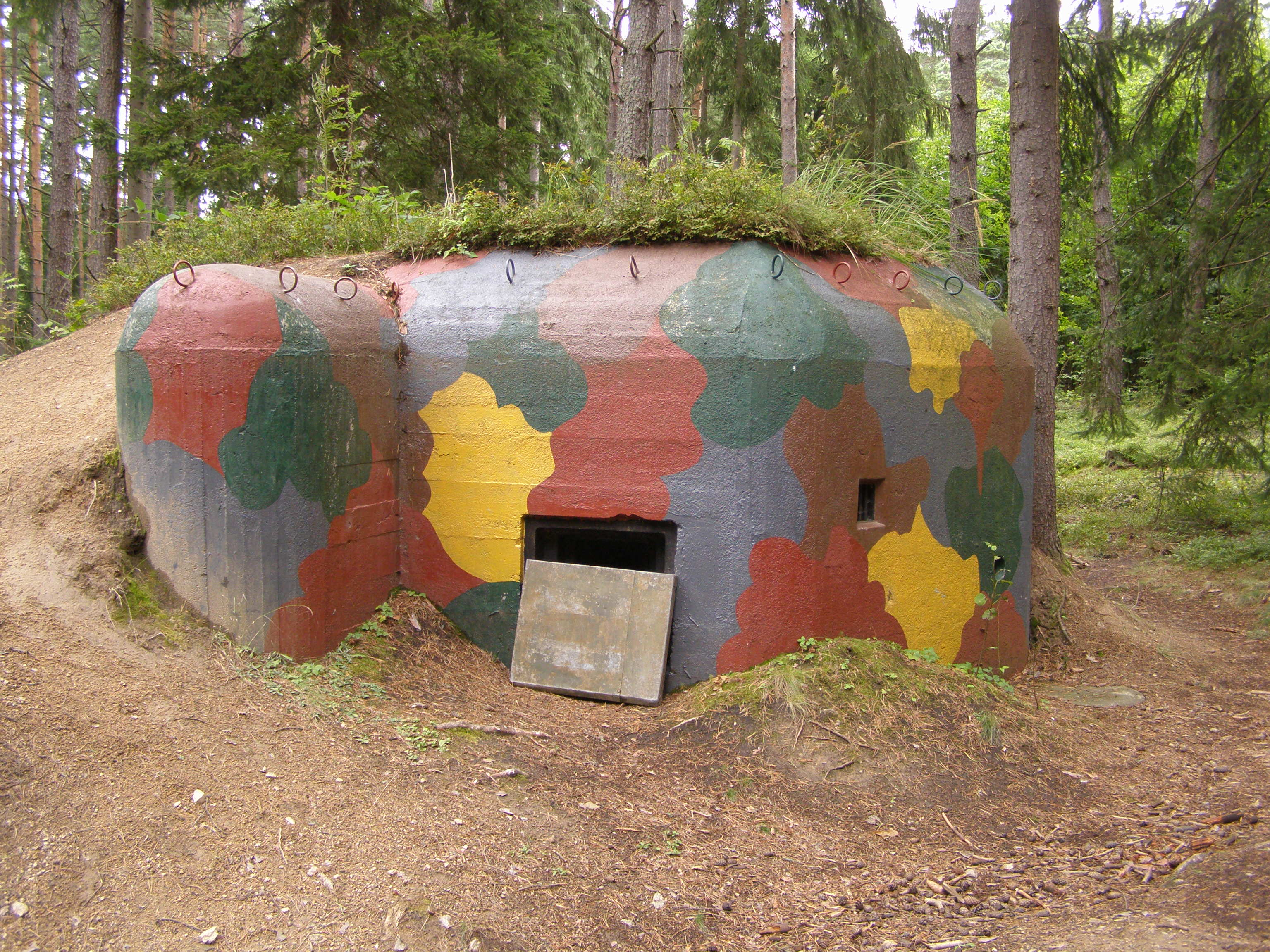
Objekt opevnění u Slavonic
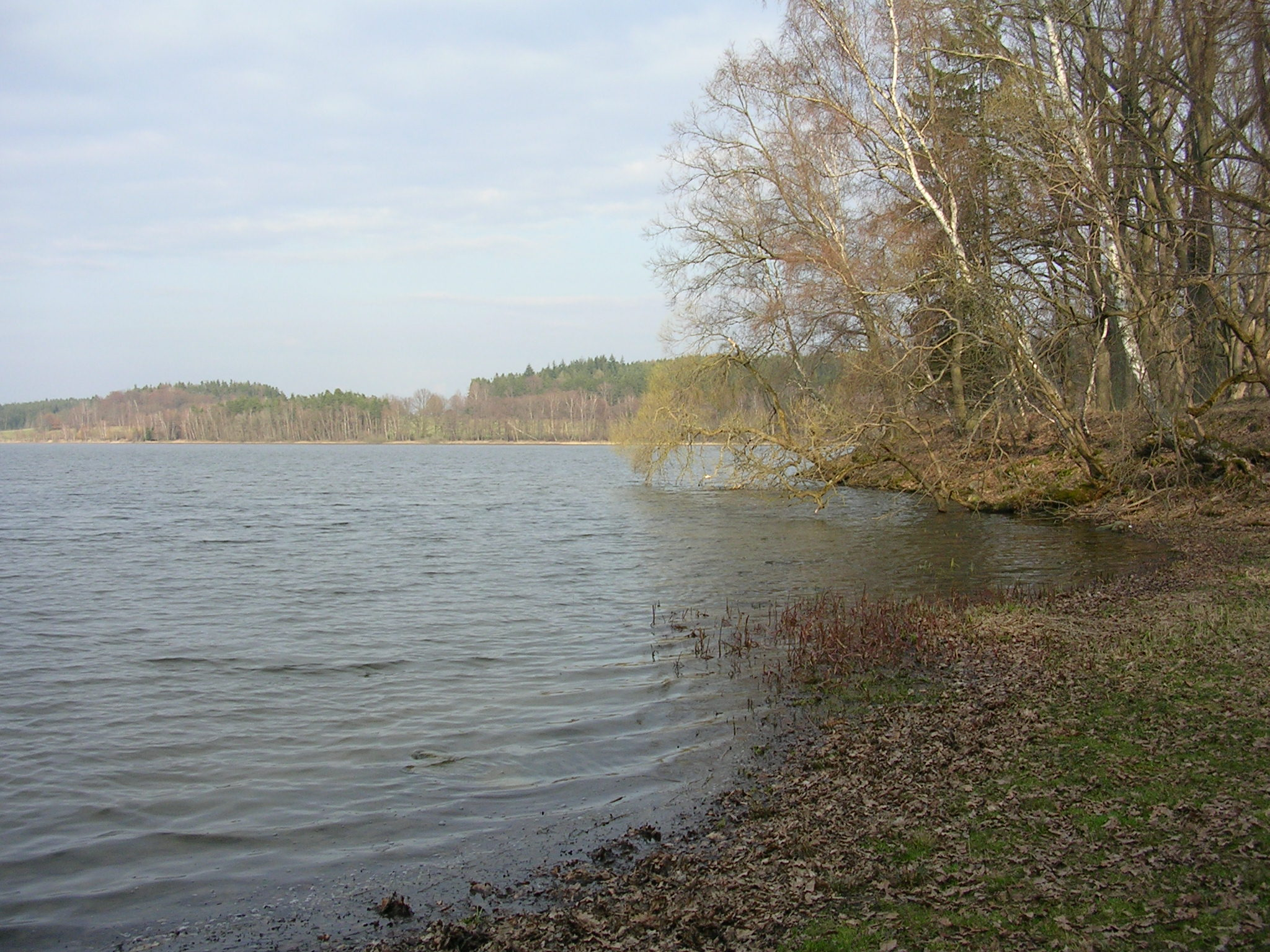
Kačležský rybník
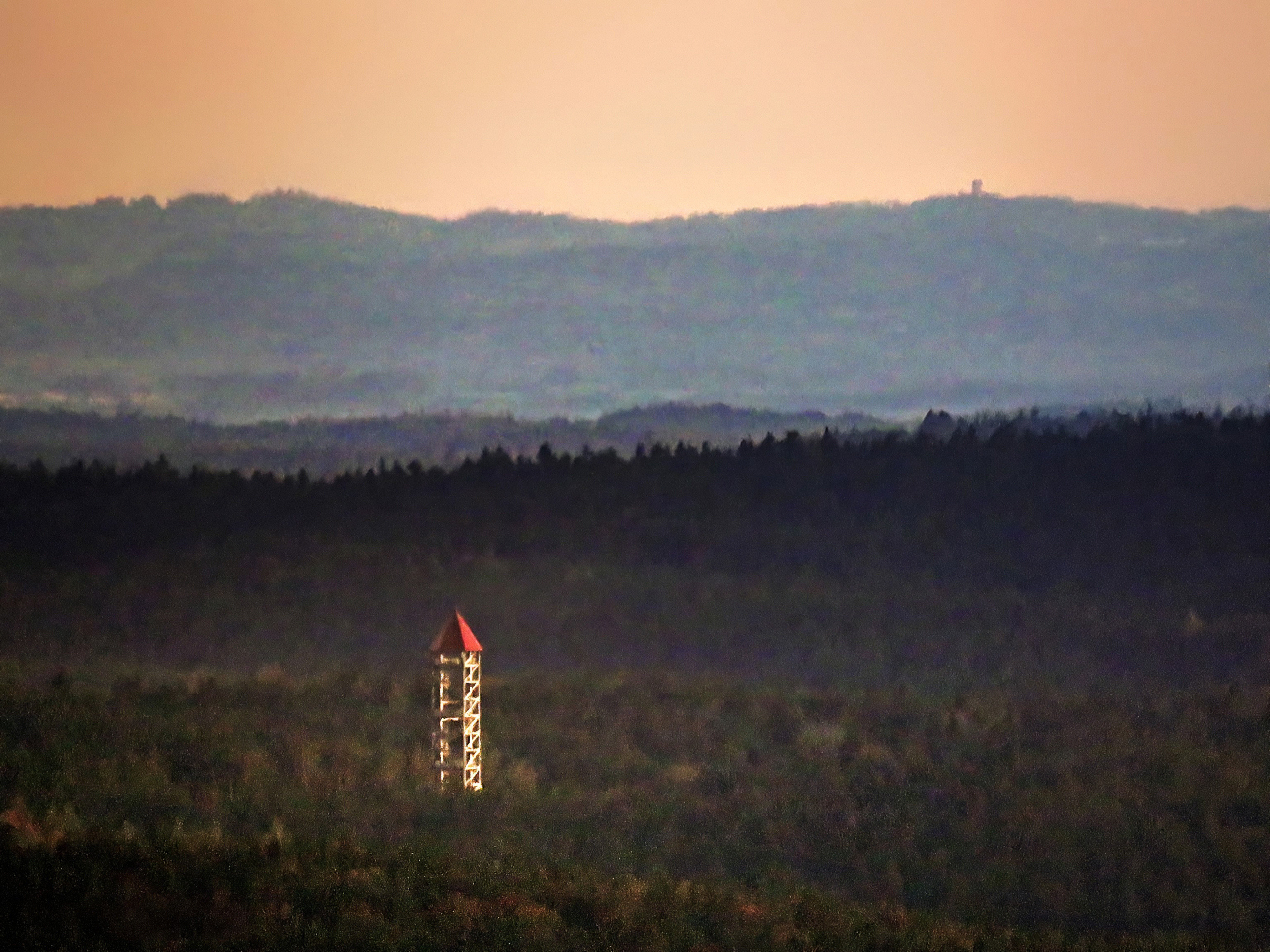
Panorama s rozhlednou U Jakuba (Valtínov)